# Pukapuka (Polinesia Francesa)
Pukapuka es una comuna francesa situada en la subdivisión de Islas Tuamotu-Gambier, que forma parte de la colectividad de ultramar de Polinesia Francesa.

## Composición
La comuna comprende la isla de Puka Puka

## Demografía
| Gráfica de evolución demográfica de Pukapuka entre 1971 y 2012 |
|                                                                |

Fuente: Insee